# 3JS
3JS és un grup de músic originari de Volendam (Països Baixos). El nom ve de la primera lletra dels noms dels membres originaris, Jan Dulles, Jaap Kwakman i Jaap de Witte. Aquest darrer va haver de deixar el grup el 2013 per raons mèdiques que no li permetien continuar tocant la guitarra. El seu fill Jan de Witte va prendre el seu lloc.
El primer àlbum del grup, Watermensen (2007), va ser un gran èxit, i van treure els singles Kom, Net alsof, Een met de bomen, Watermensen i Wiegelied. Van representar els Països Baixos al Festival de la Cançó d'Eurovisió 2011 amb la canço Never Alone. Al principi, volien cantar la cançó en neerlandès, amb el títol Je Vecht Nooit Alleen, però al final van decidir canviar-ho a l'anglès. Van acabar en darrer lloc.